# Šomat
Šomat este o localitate din comuna Šentilj, Slovenia, cu o populație de 191 de locuitori.